# 간호장교
간호장교(看護將校, 영어: nursing officer)는 군대에 소속되어 군병원 및 군 내 다양한 의무관련 기관에서 간호 및 의무 관련 업무를 담당하는 대한민국 국군의 장교이다. 간호장교는 여군에서 가장 큰 비율을 차지하고 있으며, 2012년부터는 남자  간호사관생도 8명을 선발하여 배출하고 있다. 이전에도 전문사관(간호학과 졸업 및 졸업예정자) 중 남자 간호장교는 꾸준히 임관하였다.
국군간호사관학교 졸업 시 각 군(육군, 해군, 공군)으로 임관하며, 학사사관의 경우 각 군별 모집전형에 따라 모집하여 국군의무학교 등에서 소정의 교육과정을 수료 후 임관한다. 소위로 임관하며 의무복무 기간은 국군간호사관학교 6년, 전문사관 3년이다.

## 간호장교의 임무와 역할
많은 사람들이 간호장교가 하는 일이 천편일률적일 것 같다고 생각하지만, 간호장교는 다양한 근무지에서 각자만의 개성을 추구하며 자신만의 방식으로 부여받은 임무들을 수행하고있다. 일반 대학병원에서 일할 때는 병원 임상 업무가 주를 이루지만, 이와 달리 간호장교의 경우 다양한 일을 수행한다. 군병원에서도 일하고, 사단에서 건강관리자로서 업무도 하고, 각종 행정업무와 서류작업을 할 기회도 많다.

### 간호장교의 근무시간
- 군병원(ex: 국군수도병원 등)-중환자실, 응급실, 병동의 경우 3교대, 수술실의 경우 상근직
- 사단급(사단 의무대, 신교대 의무실 등)-상근직

3교대 근무의 경우 다음 표와 같다.
| 근무    | 근무 시간     |
| ------- | ------------- |
| Day     | 07:00 ~ 15:30 |
| Evening | 15:00 ~ 23:00 |
| Night   | 22:30 ~ 07:30 |

### 군병원에서 하는일
군병원에서 하는 일은 일반 병원과 비슷하다. 보통 병원은 수술실, 응급실, 외래, 병동으로 나뉘어있다. 수술, 응급, 외래 환자가 진료를 본 후 병동으로 입원하는 구조이다. 대다수 초임 간호장교는 병동에서 근무를 한다. 병동에서는 절차에 따라 입원 환자를 받는 업무, 투약 업무, 활력징후 측정, 환자사정, 간호기록 등의 업무를 수행한다. 군 병원 주변에 큰 규모의 병원이 없는 경우 주변에서 민간 응급 환자나 근처 요양원에서 CPR 환자가 오기도 한다.

### 사단 의무대에서 하는일
의무대는 사단 규모의 부대에 갖춰진 의료 시설로, 부대 내에서 보건소와 같은 역할을 수행한다. 기본적으로 근무 중 다친 장병들을 위한 1차 진료 업무를 하며, 그 외에도 부대 내 훈련 응급 상황 발생 시 응급 처치, 장병 건강 관리 및 건강 증진 업무, 건강 상담, 예방 접종 업무, 감염병에 대한 검사 및 기본 역학 조사 업무도 담당한다. 간호장교의 업무 중에서 가장 중요한 업무는 부대 내 장병의 건강관리이고 이중 가장 중심이 되는 것은 '건강 증진 사업'이다. 사단 간호장교는 부대 내 장병의 특성에 맞추어 건강 증진 사업을 추진한다.
| 건강 생활 실천                                                                                                | 정신 건강 관리                                                                     | 비감염성 질환 예방                          | 감염성 등 질환 예방           | 건강친화적 환경                                              | 건강조사                                       |
| --- | ---------------------------------------------------------------------------------- | ------------------------------------------- | ----------------------------- | ------------------------------------------------------------ | ---------------------------------------------- |
| 금연 환경 문화 조성, 금연 구역 자정, 금연흡연 구역 관리, 금연 지원, 비만 관리 운동, 영양 관리, 체격 관리 제도 | 정신 건강 평가, 정신 건강 문제 예방 활동, 신종 감염병 유행과 관련된 우울 예방 활동 | 장병 건강 상담 및 건강 검진, 특수 건강 진단 | 장병 교육, 감염병 담당자 교육 | 지휘관의 장병 건강 책임, 군 건강 조사 정례화, 건강 정보 전송 | 흡연율 조사, 정신 건강 실태 조사, 군 건강 조사 |

### 신병교육대에서 하는 일
신병교육대 간호장교는 환자를 주로 간호하는 군병원의 간호장교와 달리 훈련병들의 건강관리 업무를 한다. 주요 업무에는 훈련병 예방접종, 건강관리 교육, 환경 관리 등이 있다. 최근에는 코로나19 문진과 PCR 검사도 지원한다.

### 해군 간호장교
해군 간호장교는 해군병원인 해양의료원 혹은 포항병원에서 근무하거나, 해군 함대, 해병대 사단 의무대 등에서 일한다.

### 공군 간호장교
공군 간호장교는 항공우주의료원이나 교육사 기지병원, 비행단, 공군본부 등에서 간호장교 업무를 한다.

### 간호장교의 해외 파병
- 1964년 베트남전쟁 파병(최초 간호장교 6명, 붕타우)
- 2002년 아프가니스탄 동의부대 1진 파병
- 2003년 이라크 제마부대 1진 파병
- 2007년 레바논 동명부대 1진 파병
- 2010년 아이티 단비부대 1진 파병
- 2010년 인도, 파키스탄 정전감시단 간호장교 최초 파병
- 2012년 남수단 한빛부대 1진 파병
- 2013년 필리핀 아라우부대 1진 파병

## 대한민국 간호장교의 역사
- 1948년 (육군) 간호장교 최초 임관(31명)
- 1949년 해군간호장교 첫 탄생
- 1951년 군의학교 간호사관생도 1기 입교
- 1953년 군의학교 간호사관생도 1기 임관
- 1961년 간호장교 출신 나이팅게일 기장 최초 수상
- 1964년 베트남전쟁 파병(최초 간호장교 6명, 붕타우)
- 1967년 육군간호학교 창설(현 국군간호사관학교)
- 1970년 육군간호학교->국군간호학교 개칭
- 1971년 비행 간호장교 제도 시작
- 1973년 남자 간호장교 최초 모집
- 1974년 남자 간호장교 최초 임관
- 1979년 GP 순회진료 시작
- 1980년 국군간호사관학교 4년제 승격
- 1989년 군진간호세미나 개최(현 군진간호학술대회)
- 1993년 공군간호장교 탄생 및 국군간호사관학교에서 공군간호장교 배출
- 1996년 국군간호사관학교 이전(대구->대전)
- 2000년 육군대학 간호장교 최초 입교
- 2001년 최초 여성장군 국군간호사관학교장 취임
- 2007년 의과대학 간호장교 최초 위탁교육
- 2008년 사단급 의무대 간호장교 최초 편제(12개 사단)
- 2008년 병과창설 60주년 기념행사 및 병과 사명·비전 제정
- 2008년 대한적십자사 인도장 금장 단체상 수상
- 2010년 해군 의무부대장 간호장교 최초 보직
- 2012년 국군간호사관학교 남생도 최초 입학
- 2013년 육군 사단 의무대장 간호장교 최초 보직
- 2014년 국군간호사관학교 외국 수탁생도 첫 입교
- 2018년 평창 동계 올림픽 의료지원단 파견
- 2018년 간호병과 창설 70주년 및 Hi-T.O.P 돌봄모델 선포

## 대한민국 간호장교 양성과정
1. 국군간호사관학교 졸업 및 임관.
2. 간호 전문사관 임관 : 일반 대학 간호학과 졸업 및 간호사 면허증 취득 후 지원 가능.

### 국군 간호사관학교 졸업 후 근무지 편성

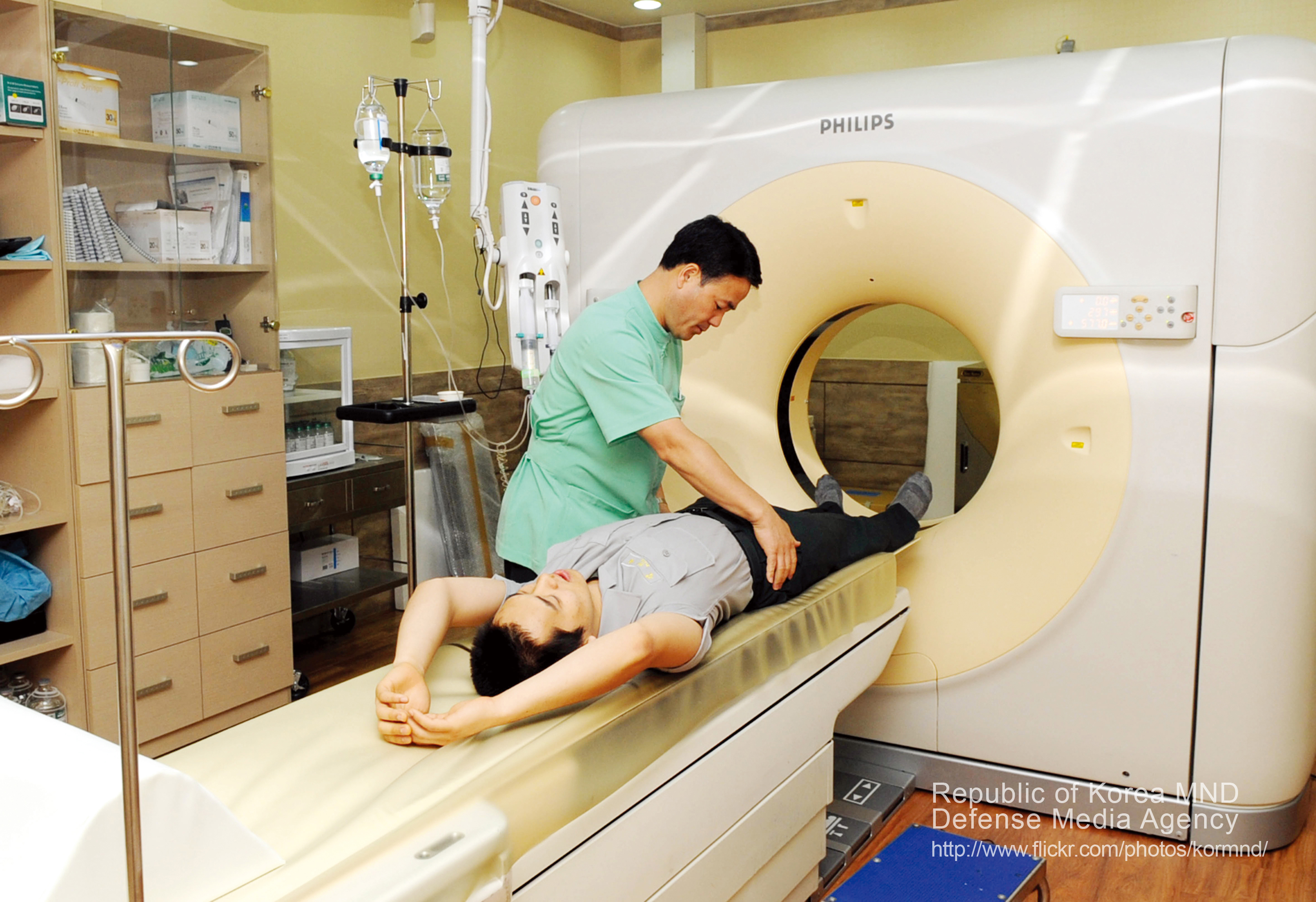
국군수도병원에서 진료하는 모습

간호장교의 초임 근무지는 예외없이 병원으로 발령된다. 간호장교가 배치되는 곳은 크게는 군병원 및 사단급 의무대 등이 있는데, 처음 임관했을 때는 임상에서의 경험이 필요하기 때문에 군병원을 경험하게 하고 이후 선택에 따라 의무대로 배치된다. 대한민국 국군병원은 국군수도병원, 국군대전병원, 국군함평병원, 국군대구병원, 국군서울지구병원, 국군양주병원, 국군고양병원, 국군포천병원, 국군춘천병원, 국군춘천병원, 국군홍천병원, 국군구리병원, 국군강릉병원 이렇게 총 12개가 있다. 첫 병원은 추첨을 통해 정해지지만, 일부 개인의 선택을 반영하기도 한다. 추첨이 시작되기 전 본인이 원하는 근무지를 4개 지역(경기도, 강원도, 수도권 이남, 수도권)으로 분류하여 1지망에서 4지망까지 적어 낸다. 이때 해마다 각 지역에 배정되는 인원의 수가 달라서 다른 동기들은 어떤 지역을 선호하는지, 지원하는 곳에 사람이 몰리지는 않는지를 보며 눈치싸움을 해야 한다. 보통은 추첨 전에 선배, 혹은 학교에 계신 훈육요원을 통해 각 병원에 대한 특성이나 장단점에 대해 듣고 희망지역을 의논한다. 또 본가의 위치나 병원의 규모, 해당 병원의 문화, 친한 선배 근무자 등 본인만의 기준을 두고 지역을 선택하기도 한다.

### 간호 전문사관 선발
간호 전문사관(專門士官)은 전문적인 지식이나 기술을 가지고 임관하여 간호병과(특수병과)에서 복무하는 장교들이다. 의무 복무기간은 3년이다. 국군간호사관학교 출신 간호 장교들의 의무 복무기간이 6년인 것과 다르다. 간호장교에 지원하는 여성들은 장기 복무를 희망하는 경우가 많고, 남성들은 단기 복무를 희망하는 경우가 많다. 보통 경쟁률은 5:1 혹은 6:1 정도이다.
간호장교에 지원하기 위해서는 간호사 국가시험에 합격해야한다. 국가시험 합격 후에 간호사 면허를 따고 나면 전문 사관에 지원할 자격이 주어진다. 간호장교 선발은 2단계의 과정으로 이루어진다. 1차시험은 서류전형이고 대학 성적과 자기소개서, 그리고 근무 경력 등을 제출한다. 1차 시험에서 3배수를 뽑고 2차 면접시험으로 합격자를 결정한다. 면접은 두 단계로 이루어지는데 먼저 면접관 앞에서 단체 토의를 하는데 면접관이 주제를 제시하면, 그 주제에 대한 찬성과 반대 중 한 가지를 선택하여 토론을 진행하는 것이다. 토론이 끝나면 개별 면접을 진행하는데, 안보 지식이나 경력과 관련된 사항을 물어본다.

#### 육군 간호 전문사관 선발
2021년 후반기 전문사관 모집 공고문을 바탕으로 작성하였다.
- 평가 요소 및 배점(전공평가, 대학성적, 자격증, 학력, 경력은 1차 평가항목이고 면접과 기타는 2차 평가항목이다.)

| 구분 | 계  | 전공평가 | 대학성적 | 자격증 | 학력 | 경력 | 면접 | 기타                     |
| ---- | --- | -------- | -------- | ------ | ---- | ---- | ---- | ------------------------ |
| 간호 | 100 | 0        | 15       | 2      | 3    | 30   | 50   | 합불(신체검사, 인성검사) |

- 대학성적

| 성적백분율 | 90%이상 | 80~89% | 70~79% | 70% 미만 |
| ---------- | ------- | ------ | ------ | -------- |
| 배점(%)    | 100     | 95     | 90     | 85       |

- 경력

| 구분(개월) | 37이상 | 34~36 | 31~34 | 28~30 | 25~27 | 22~24 | 19~21 | 16~18 | 13~15 | 10~12 | 7~9 | 4~6 | 3 이하 |
| ---------- | ------ | ----- | ----- | ----- | ----- | ----- | ----- | ----- | ----- | ----- | --- | --- | ------ |
| 배점(%)    | 100    | 97    | 94    | 91    | 88    | 85    | 82    | 79    | 76    | 73    | 70  | 67  | 50     |

-적용기준: 종합병원급 이상 / 병동, 중환자실, 응급실, 수술실 (근거: 건강보험공단에 등록된 기준)
- 자격증

| 구분   | 전문간호사 13개 분야                                                                   | 교육수료 항목                                                                               |
| ------ | -------------------------------------------------------------------------------------- | ------------------------------------------------------------------------------------------- |
| 자격증 | 가정, 감염관리, 보건, 마취, 노인, 산업, 응급, 정신, 중환자, 호스피스, 종양, 아동, 임상 | BLS(기본소생술), ATLS(외상전문처치), ACLS(상급심장소생술), TNCC(재난간호), BESPIT(외상간호) |
| 배점   | 1점                                                                                    | 건별 0.3점                                                                                  |

- 자기소개서

-항목: 가정 및 성장환경, 성장과정(학교생활, 동아리활동, 학생회경험, 봉사활동 등), 자아표현(성격, 좌우명, 인생/가치관 등), 국가관/안보관, 지원동기, 비전과 포부
-글자크기 11pt이상으로 한장 작성
- 신체등위에 따른 판정기준(신체등위(BMI)계산 = 몸무게(kg)/신장(㎡))

-여자(단위: BMI)
| 구분       | 1급           | 2급                            | 3급                            | 4급            |
| ---------- | ------------- | ------------------------------ | ------------------------------ | -------------- |
| 155cm 미만 |               |                                | 17이상~33미만                  | 17미만~33이상  |
| 155cm 이상 | 20이상~25미만 | 18.5이상~20미만, 25이상~30미만 | 17이상~18.5미만, 30이상~33미만 | 17미만, 33이상 |

-남자(단위: BMI)
| 구분       | 1급           | 2급                            | 3급                            | 4급            |
| ---------- | ------------- | ------------------------------ | ------------------------------ | -------------- |
| 161cm 미만 |               |                                | 17이상~33미만                  | 17미만~33이상  |
| 161cm 이상 | 20이상~25미만 | 18.5이상~20미만, 25이상~30미만 | 17이상~18.5미만, 30이상~33미만 | 17미만, 33이상 |

- 지원자격

1) 군인사법 제10조(결격사유 등)에 해당되지 않는 자
2) 연령: 임관일 기준 만 20세 이상 27세 이하인 자
-만 29세까지 지원 가능자: 박사수료자, 공인회계사협회 등록자, 5급 공채 합격자, 약사, 외국변호사 자격증 소지자
-군필자:「제대군인지원에 관한 법률 시행령」에 의거 응시연령 상한
3) 학사학위 이상 취득(예정)자로서 간호사 면허 취득(예정)자
- 단기복무장려금 지급

-대상: 학사학위 취득 예정자로서 대학교 재학중인 자
-지급금액: 400만원(일시불)
- 의무복무기간: 임관일로부터 3년

### 신임장교 지휘참모과정 교육
소위로 임관하고 병원으로 발령을 받은 후 국군의무학교에서 4주간 신임장교 지휘참모과정 교육을 받는다. 군인으로서 지켜야 할 소양에 대해서 배우고, 군내 행정 처리를 배운다. 군내 행정 처리라 하면 의무 시설 관리, 의료체계, 물자 관리 체계, 공문 작성 등 실제 근무할 때 필요한 것들이다.

## 봉급
간호장교의 봉급은 군인 봉급표에서 장교 봉급에서 소위부터 준장에 해당하는 부분이다. 대한민국 인사혁신처(2021년 군인 봉급표) 보관됨 2021-12-03 - 웨이백 머신에서 현재 봉급체계를 열람할 수 있다.

## 간호장교 복제

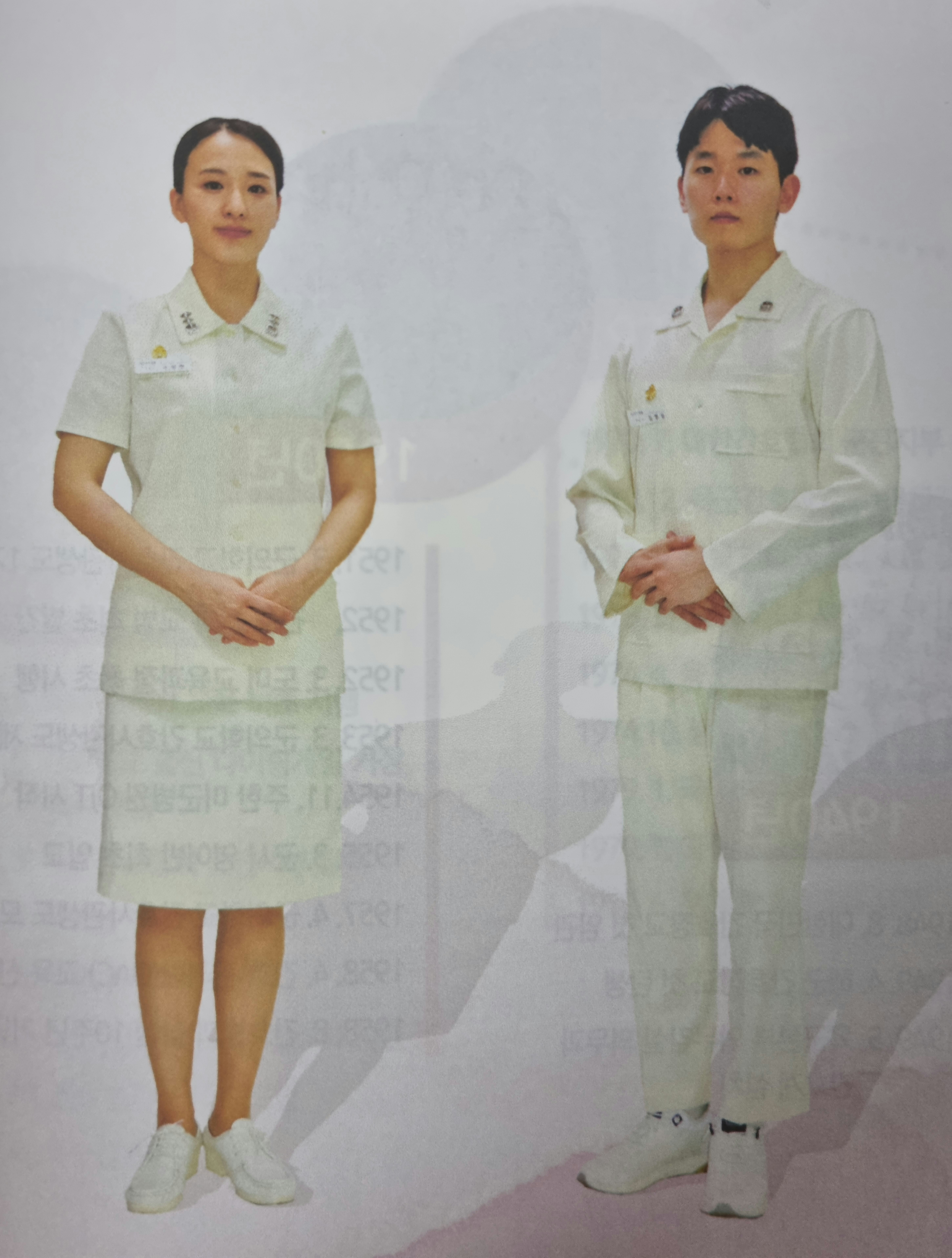
간호근무복

간호장교를 대표하는 복장은 바로 간호근무복이다. 간호근무복은 단정한 느낌의 하얀색 간호복 상의와 바지 또는 하얀색 치마로 구성된다. 바지와 치마는 편의에 따라 본인이 원하는 대로 선택해 입을 수 있다. 활동의 용이성을 위해 상의는 밖으로 내어 입도록 돼있다. 겨울에는 보온을 위해 간호복 위에 초록색 가디건을 추가로 입을 수 있다. 신발은 일반적으로 효도화라고 알려져 있는 신발과 비슷한 디자인의 일반형 간호화와 샌들형 간호화가 보급된다.
- 상의: 하얀색 간호복 상의 + (초록색 가디건)
- 하의: 하얀색 간호복 바지 or 하얀색 치마
- 신발: 효도화(일반형 간호화), 샌들형 간호화

간호복 상의 옷깃 양쪽에는 일반적인 군 근무복과 같이 계급장을 부착하도록 돼있다. 또 오른쪽 가슴에는 간호병과 휘장. 왼쪽에는 대한간호협회에서 보급하는 '간호사 휘장'을 단다. 간호병과 휘장은 평화와 의료를 상징하는 고대 그리스의 신 헤르메스의 지팡이 ‘카드케우스’를 형상화한 것으로, 의무병과 휘장과 거의 유사하지만 하단에 간호장교임을 표시하는 ‘ㄱ’이 표기돼 있는 것이 특징이다. 간호사 휘장에는 평화와 건강을 나타내는 비둘기 날개와 생명을 소중히 여기는 사랑을 의미하는 하트, 간호사임을 증명하는 ‘Registered Nurse’의 머리글자 ‘RN’이 새겨져 있다. 동계에 가디건을 착용할 때는 간호복 상의에 부착하는 이러한 명찰과 휘장류를 반드시 가디건으로 옮겨 부착해야 한다.
간호장교도 일반 장교들과 마찬가지로 정복, 전투복, 근무복을 착용한다. 다음은 육군 간호장교의 정복, 전투복, 근무복의 모습이다. 일반적인 육군 장교의 정복, 전투복, 근무복과 거의 비슷하다.
| 정복 | 전투복 | 하근무복 | 동근무복 |
| ---- | ------ | -------- | -------- |
|      |        |          |          |

## 간호병과
간호병과는 1948년 육군의 전신인 조선경비대 간호장교단으로 출발하여 국가적 위기상황마다 국가와 국민을 위해 헌신해왔다.

### 간호병과 사명, 가치, 비전
- 간호병과 사명: 최고 수준의 군 전문 간호를 통해 장병과 국민의 건강하고 행박한 삶을 수호한다.

- 간호병과 가치

| 1. 인간존중      |
| 2. 고도의 전문성 |
| 3. 고결한 헌신   |
| 4. 화합과 단결   |

- 간호병과 비전: 21세기 미래 군과 국가가 요구하는 간호 즉응력 구축

### 간호병과 휘장
- 중앙지팡이: '봉사, 정의'를 상징
- 지팡이를 감도는 뱀 : '지혜'를 상징
- 날개 : '평화'를 상징
- 하단 중앙 "ㄱ" : '간호병과' 표시

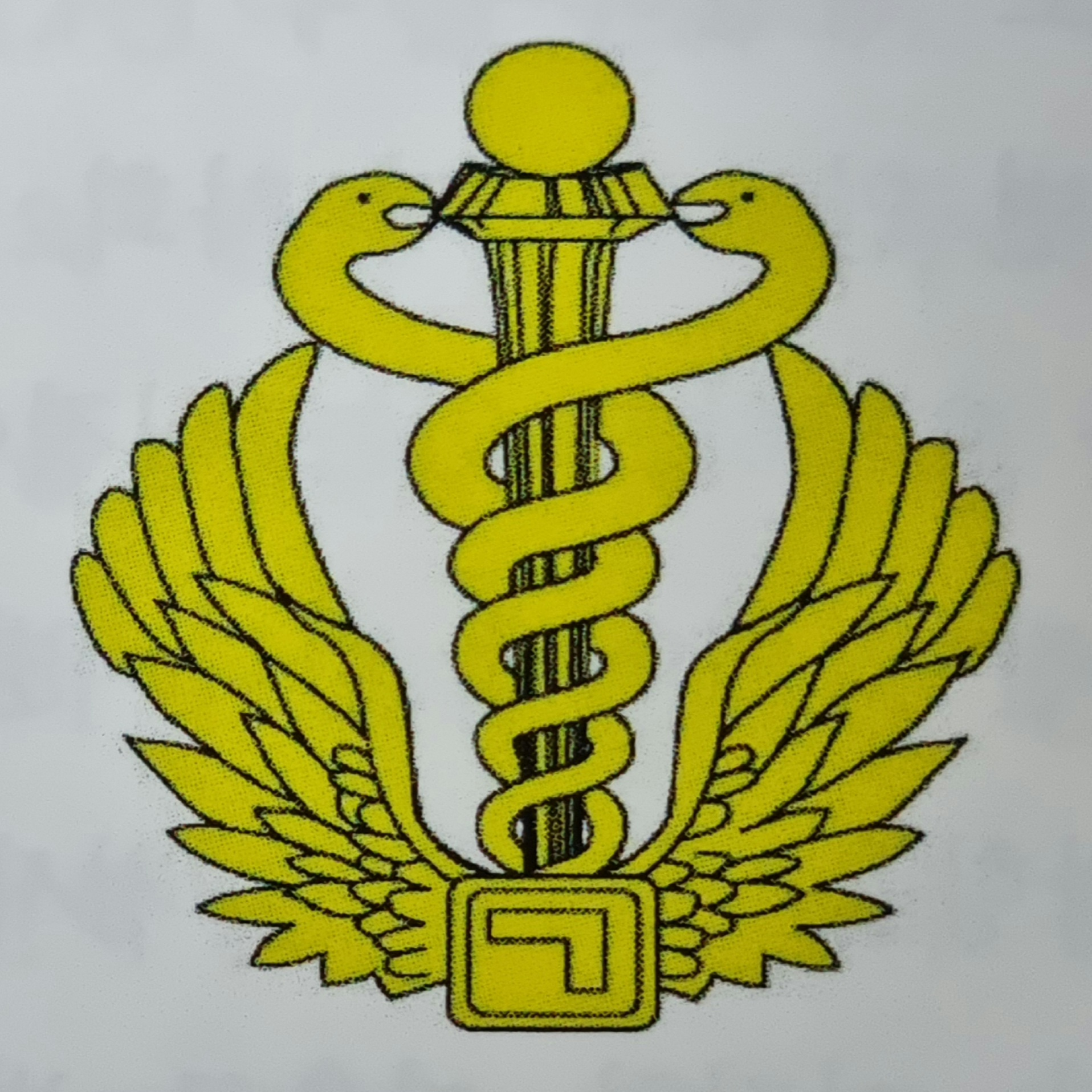
간호병과의 휘장

고대 그리스 신의 사자, 특히 평화와 의술의 상징인 헤르메스가 지니고 다니던 날개가 달리고 뱀이 감긴 단장을 'Caduceus'라고 하며, 후에 의료인들에 의해 Caduceus가 의술을 상징하게 되었고, 군에서도 의무의 기본마크로 채택하고 있다. 간호병과는 의무병과 휘장 하단에 영어 Nursing의 'N'을 표시하여 1970년대까지 착용하였으며, 그 후 한글의 간호 'ㄱ'을 표시하여 오늘까지 착용하고 있다.

## 코로나와 간호장교
국내 코로나19 확산으로 의료인력 및 병상 부족 문제가 대두됨에 따라 국군은 2020년 1월부터 11월까지 4만 1천여 명의 간호인력과 군의관을 검역소, 병원, 임시생활시설, 선별진료소 등에 파견했다. 특히 국군간호사관학교 60기 생도들의 졸업식 및 임관식 일정을 조정하여 신임간호장교 75명 전원을 임관과 동시에 국군 대구병원에 투입하는 등 확진자 치료에 적극 기여했다. 이들은 현장에서 검체 채취, 진단검사, 역학조사, 확진자 치료 등의 임무를 수행했다.

## 대표적인 간호 장교
2001년 양승숙 육군본부 간호병과 과장이 준장으로 진급하여 대한민국 국군 최초의 여성 장군이 된 이후, 2004년에 이재순 국군의무사령부 의료관리실 실장이 준장으로 진급하였고, 2005년에는 윤종필 국군의무사령부 의료관리실 실장이 준장으로 진급하였으며, 그 이후 여성 장군 박순화 육군 준장이 국간사 교장 직위를 퇴임하며 예편한 2009년에는 신혜경 준장이 국군간호사관학교 교장으로 취임하였다. 간호병과는 2010년 전투병과에서 송명순이 준장으로 진급하기 전까지 한국군의 여군에서 장성을 배출한 유일한 병과였다.

## 같이 보기
- 국군간호사관학교
- 국군수도병원
- 국군대전병원
- 국군대구병원
- 국군구리병원
- 전문사관
- 간호복
- 코로나19
- 나이팅게일 선서
- 나이팅게일

## 참고 자료
- 조원경, 김다혜. 《간호장교를 간직하다》. 드림널스. 2021년. ISBN 9791190939652
- 서욱,《국방백서 2020》, 대한민국 국방부, 2021
- 김용우,《대한민국 간호병과 70년사》, 대한민국 육군본부, 2018
- 유승연, 이민정,《간호병과 사명, 가치, 비전에 관한 연구》, 군진간호연구, 2009